# Cheritra
Cheritra is een geslacht van vlinders van de familie Lycaenidae, uit de onderfamilie Theclinae.

## Soorten
- C. aenea Semper, 1890
- C. aenigma Cowan, 1967
- C. freja (Fabricius, 1793)
- C. jafra (Godart, 1823)
- C. orpheus (Felder, 1862)
- C. pseudojafra Moore, 1881
- C. regia Evans, 1925
- C. teunga Grose-Smith